# Nikólaos Strátos
Nikólaos Strátos (em grego: Νικόλαος Στράτος; 1872 — 1922) foi um político da Grécia. Ocupou o cargo de primeiro-ministro da Grécia entre 16 de Maio de 1922 a 22 de Maio de 1922.